# 艺术阶梯

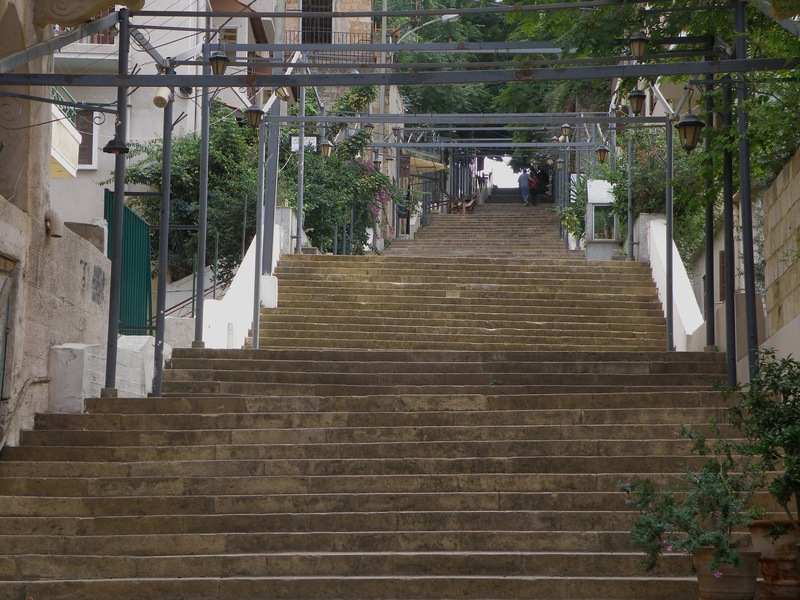

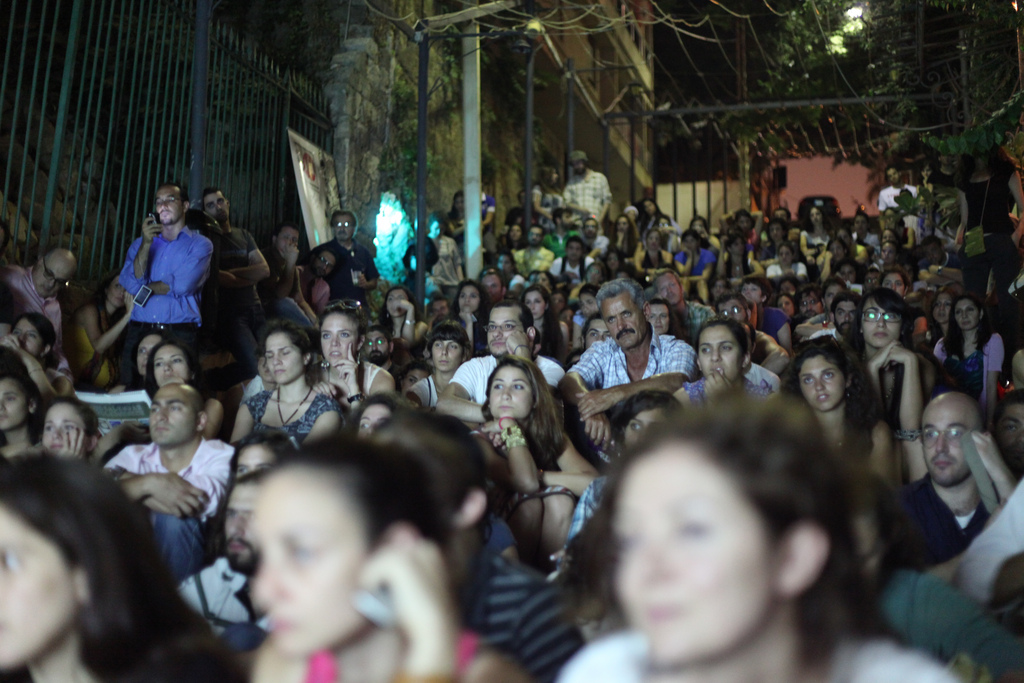

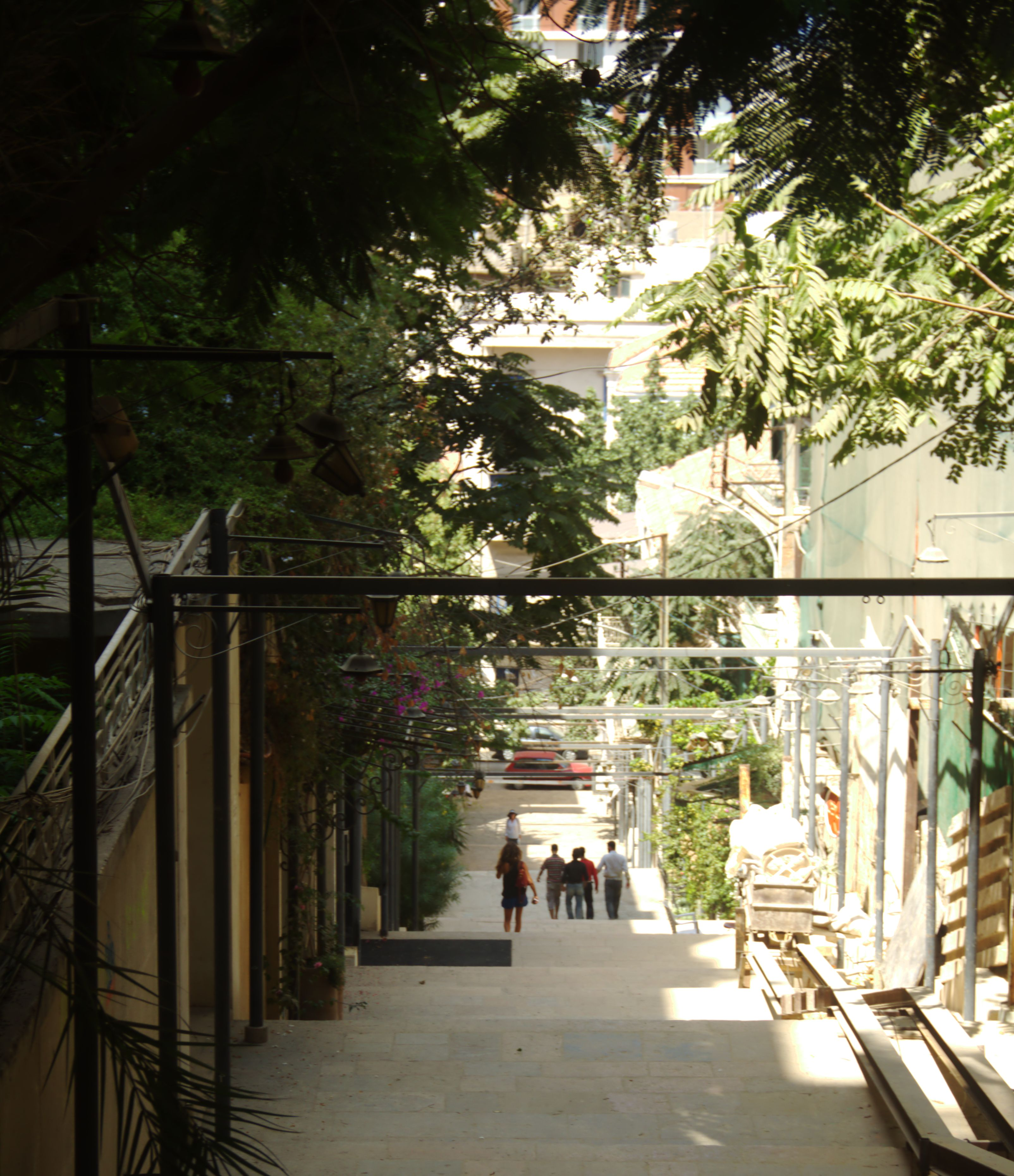

艺术阶梯（L'Escalier de L'Art），又名圣尼古拉阶梯（L'Escalier de Saint-Nicolas）是黎巴嫩首都贝鲁特的一条阶梯，位于Achrafieh区，为Gouraud街和苏索克街 uphill之间提供一条行人通道。它接近苏索克街的苏索克博物馆和希腊东正教贝鲁特大主教府，阶梯有125级，500米，被认为是该区最长的，为游客参观贝鲁特一个非常流行的目的地。

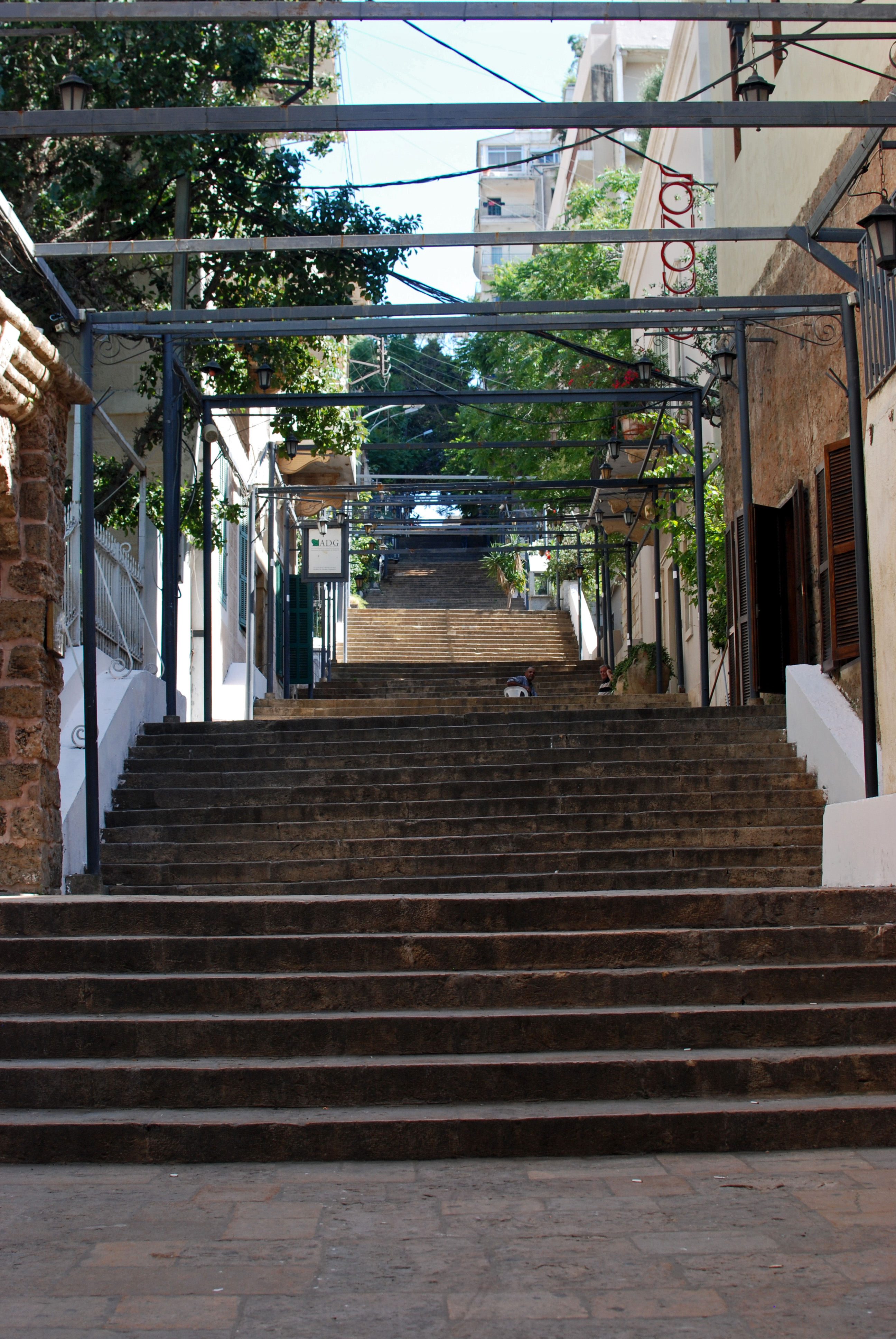

自1973年以来，在艺术阶梯每年举办两次露天艺术展。而“蒙马特影响的”正式和最知名的名称是圣尼古拉阶梯。